# 左近司祥子
左近司 祥子（さこんじ さちこ、1938年4月12日 - ）は、日本の哲学者・西洋古典学者・ギリシア哲学研究者。学習院大学名誉教授。主な研究対象はネオプラトニズム、ピタゴラス。東京出身。

## 人物
父は中国哲学研究者の内野熊一郎、母方の祖父は内野台嶺。妹は音楽学者の内野允子（のぶこ、1943-　上野学園大学名誉教授）。
かなりの猫好きで、多くの野良猫を保護し、自宅に猫を40匹以上飼っている。猫に関する著作が多数ある。著書『「本当に生きる」ために』のあとがきによれば、「『できることなら、あらゆる猫を救いたい』『私の目の前で猫殺しなど許さない』」が「たった一つの私の存在価値」だとのこと。
夫との間に三人の娘がおり、著書『哲学するネコ』の中ではそれぞれ「お助けレイディー一号・二号・三号」と呼ばれる。翻訳家で元タレントの左近司彩子は三女。

## 履歴
- 1961年3月、東京大学文学部哲学科卒業。
- 1966年3月、東京大学大学院人文科学研究科哲学専攻博士課程満期退学。
- 1970年4月、東京大学文学部哲学科助手。
- 1972年4月より学習院大学文学部哲学科助教授、のち教授。
- 2009年3月、退職。
- 2017年11月、瑞宝中綬章を受章[3]。

## 著書
- 『はじめての哲学』（北樹出版） 1989
- 『「本当に生きる」ために』（学習院教養新書） 1994、のち改題『本当に生きるための哲学』岩波現代文庫 2004
- 『哲学するネコ - 文学部哲学科教授と25匹のネコの物語』（小学館文庫） 1998
- 『悪なんて知らないと猫は言う - 悪とヒトの優雅な哲学』（講談社）　2001
- 『謎の哲学者 ピュタゴラス』（講談社選書メチエ）　2003
- 『自分を知るための哲学 - 「私」を考え、「私」を変えて、「私」を幸せにするために』（ナツメ社）　2003
- 『ソクラテスになった猫』（勉誠出版）　2005
- 『哲学のことば』（岩波ジュニア新書）　2007
- 『なぜねこは幸せに見えるの? - 子どものための哲学のおはなし』（講談社） 2012

## 共編著
- 『面白いほどよくわかるギリシャ哲学 ソクラテス、プラトン、アリストテレス…現代に生き続ける古典哲学入門』（小島和男共著、日本文芸社、学校で教えない教科書） 2008.3
- 『西洋哲学の10冊』（岩波ジュニア新書） 2009.1

## 翻訳
- 『トゥーキューディデース 神話的歴史家』（コーンフォード、大沼忠弘共訳、みすず書房） 1970
- 『恋の形而上学 フィレンツェの人マルシーリオ・フィチーノによるプラトーン『饗宴』注釈』（国文社） 1985
- 『世界神話辞典』（アーサー・コッテル、瀬戸井厚子共訳、柏書房） 1993
- 『『ピレボス』注解 人間の最高善について』（フィチーノ、木村茂共訳、国文社） 1995
- 『古代哲学の根本諸概念』（ハイデッガー、ヴィル・クルンカー共訳、創文社、ハイデッガー全集） 1999
- 『哲人アリストテレスの殺人推理』（マーガレット・ドゥーディ、左近司彩子共訳、講談社） 2005
- 『美について』（プロティノス、斎藤忍随共訳、講談社学術文庫）　2009

## 注
1. ↑  「内野熊一郎博士年譜」『東洋学論集』
2. ↑  内野熊一郎訃報・毎日新聞社
3. ↑  “平成29年秋の叙勲 瑞宝中綬章受章者” (PDF).   内閣府. p. 8 (2017年11月3日). 2023年3月1日閲覧。 アーカイブ 2021年9月20日 - ウェイバックマシン